# Lijst van dialecten van de wereld - E
Deze lijst van dialecten is zeker niet compleet en de aanduiding 'dialect' zal voor diverse van de genoemde variëteiten zeker omstreden zijn. De lijst bevat in principe alleen variëteiten die nauwelijks standaardisatie hebben ondergaan. Ze zijn geordend onder een kop die ofwel redelijk adequaat de genoemde subvariëteiten omvat, ofwel de naam is van de standaardtaal die door de dialectsprekers als lingua franca wordt gehanteerd.
Zie voor achtergronden over de schakeringen van de taal-dialectrelatie de lemma's variëteit (taalkunde), taal, dialect, streektaal, standaardtaal, dialectcontinuüm, taalfamilie.

## Embaloh
Kalis

## Emberá-Saija
Basurudo

## Endenees
Endenees - Nga'o

## Engels
Black Country - Bristol - Brummie - Cockney - Corby English - Cornwall - Cumbrian - Devon - Dorset - Durham - Jafaican - Estuary English - Geordie - Herefordshire - Mackem - Norfolk dialect - Pitmatic - Potteries - Somerset - Suffolk dialect - Warwickshire - Wiltshire - Worcestershire

## Enrekang
Enrekang - Pattinjo - Ranga

## Estisch
Noord- en Zuid-Estisch worden soms als aparte talen beschouwd, hetzelfde geldt voor het Zuid-Estische Võro en zijn subdialect Seto.
Noord-Estisch - Noordoost-Kust-Estisch - Zuid-Estisch

### Subdialecten van het Noord-Estisch
Eiland-Estisch

### Subdialecten van het Noordoost-Kust-Estisch
Tallinn

### Subdialecten van het Zuid-Estisch
Mulgi - Tartu - Võro

#### Võro
Seto

## Eton
Eton - Pang Pang

## Eveens
Arman - Indigirka - Kamtsjatkaans - Kolyma-Omolon - Lamunkhin - Ochotsk - Ola - Opper-Kolyma - Sakkyryr - Tompon

## Evenks
Aologuya - Chenba'erhu - Haila'er
A · B · C · D · E · F · G · H · I · J · K · L · M · N · O · P · Q · R · S · T · U · V · W · Y · Z